# Hygropoda longitarsis
Hygropoda longitarsis är en spindelart som först beskrevs av Tord Tamerlan Teodor Thorell 1877.  Hygropoda longitarsis ingår i släktet Hygropoda och familjen vårdnätsspindlar. Utöver nominatformen finns också underarten H. l. fasciata.